# Рид (Арканзас)
Рид (англ. Reed, Arkansas) — город, расположенный в округе Дешей (штат Арканзас, США) с населением в 275 человек по статистическим данным переписи 2000 года.

## География
По данным Бюро переписи населения США город Рид имеет общую площадь в 0,26 квадратных километров, водных ресурсов в черте населённого пункта не имеется.
Город Рид расположен на высоте 45 метров над уровнем моря.

## Демография
По данным переписи населения 2000 года в Риде проживало 275 человек, 72 семьи, насчитывалось 95 домашних хозяйств и 103 жилых дома. Средняя плотность населения составляла около 916,7 человек на один квадратный километр. Расовый состав Рида по данным переписи распределился следующим образом: 0,73 % белых, 96,36 % — чёрных или афроамериканцев, 0,36 % — коренных американцев, 1,82 % — представителей смешанных рас, 0,73 % — других народностей. Испаноговорящие составили 1,09 % от всех жителей города.
Из 95 домашних хозяйств в 41,1 % — воспитывали детей в возрасте до 18 лет, 31,6 % представляли собой совместно проживающие супружеские пары, в 40,0 % семей женщины проживали без мужей, 23,2 % не имели семей. 21,1 % от общего числа семей на момент переписи жили самостоятельно, при этом 10,5 % составили одинокие пожилые люди в возрасте 65 лет и старше. Средний размер домашнего хозяйства составил 2,89 человек, а средний размер семьи — 3,27 человек.
Население города по возрастному диапазону по данным переписи 2000 года распределилось следующим образом: 38,9 % — жители младше 18 лет, 6,5 % — между 18 и 24 годами, 22,9 % — от 25 до 44 лет, 21,8 % — от 45 до 64 лет и 9,8 % — в возрасте 65 лет и старше. Средний возраст жителей составил 29 лет. На каждые 100 женщин в Риде приходилось 91,0 мужчин, при этом на каждые сто женщин 18 лет и старше приходилось 71,4 мужчин также старше 18 лет.
Средний доход на одно домашнее хозяйство в городе составил 16 806 долларов США, а средний доход на одну семью — 18 333 доллара. При этом мужчины имели средний доход в 27 813 долларов США в год против 17 188 долларов среднегодового дохода у женщин. Доход на душу населения в городе составил 8727 долларов в год. 29,5 % от всего числа семей в округе и 40,5 % от всей численности населения находилось на момент переписи населения за чертой бедности, при этом 53,3 % из них были моложе 18 лет и 37,9 % — в возрасте 65 лет и старше.